# Joseph Szepesi
Joseph Szepesi (Satu Mare, 13 de octubre de 1946) es un deportista alemán que compitió para la RFA en esgrima, especialista en la modalidad de espada. Ganó una medalla de oro en el Campeonato Mundial de Esgrima de 1973 en la prueba por equipos.

## Palmarés internacional
| Campeonato Mundial | Campeonato Mundial  | Campeonato Mundial | Campeonato Mundial |
| Año                | Lugar               | Medalla            | Prueba             |
| ------------------ | ------------------- | ------------------ | ------------------ |
| 1973               | Gotemburgo (Suecia) | Medalla de oro     | Espada por equipos |